# Coccinia ulugurensis
Coccinia ulugurensis är en gurkväxtart som beskrevs av Hermann August Theodor Harms. Coccinia ulugurensis ingår i släktet Coccinia, och familjen gurkväxter. Inga underarter finns listade i Catalogue of Life.